# Bahianthus
Bahianthus, rod glavočika, dio tribusa Eupatorieae.

## Opis roda
Rod Bahianthus uključuje jednu vrstu koja je porijeklom iz Bahije u Brazilu. Karakteriziraju je spiralno umetnuti listovi s peteljkama i viskozne stabljike.

## Sinonimi
- Eupatorium harvardianum Steyerm.; Fieldiana, Bot. 28(3): 636 (1953), nom. nov.
- Gyptis baccharoides (DC.) Sch.Bip. ex Baker; Fl. Bras. 6(2): 366 (1876), nom. nud.
- Kuhnia baccharoides DC.; Prodr. [A. DC.] 5: 127 (1836)
- Mikania viscosa Spreng.; Neue Entd. 1: 277 (1820)
- Willoughbya viscosa (Spreng.) Kuntze; Revis. Gen. Pl. 373 (1891)